# Comuna Vîșneakî, Horol
Vîșneakî (în ucraineană Вишняки) este o comună în raionul Horol, regiunea Poltava, Ucraina, formată din satele Demîna Balka, Kostiukî, Pavlenkî, Verbîne și Vîșneakî (reședința).

## Demografie
Componența lingvistică a comunei Vîșneakî
     Ucraineană (96,24%)
     Rusă (3,45%)
     Alte limbi (0,28%)
Conform recensământului din 2001, majoritatea populației comunei Vîșneakî era vorbitoare de ucraineană (96,24%), existând în minoritate și vorbitori de rusă (3,45%).